# BATV
BATV é um telejornal local brasileiro produzido pela TV Bahia e exibido por todas as emissoras da Rede Bahia de Televisão, afiliadas à TV Globo. Vai ao ar de segunda à sábado, entre as faixas de programação das novelas das seis e das novelas das sete. O telejornal estreou sua edição noturna em 23 de janeiro de 1987, logo após o início da afiliação da TV Bahia com a Globo.
É apresentado por Fernando Sodake, com comentários esportivos de Sérgio Pinheiro. Apresenta o resumo das notícias do dia, com foco em política, economia e assuntos do cotidiano da população. O jornalístico traz ainda a previsão do tempo para o próximo dia, como está o trânsito no início da noite e as principais notícias do interior do estado. É o telejornal de maior audiência na Bahia.
O BATV possui edições regionais produzidas na íntegra pela TV Subaé, em Feira de Santana, e a TV Sudoeste, em Vitória da Conquista. A TV Santa Cruz, em Itabuna, produz o primeiro bloco localmente, mas exibe os outros dois em rede com a TV Bahia.  

## História
A edição noturna do telejornal, chamada de BATV 2.ª Edição, estreou em 23 de janeiro de 1987, logo após o início da afiliação da TV Bahia com a Rede Globo. Era apresentada por Paulo Gil, que havia sido âncora do primeiro jornalístico local da emissora, o Bahia em Manchete. No mesmo dia, estreou o BATV 3.ª Edição, exibido na madrugada, que deixou de ser exibido em 1989. O BATV 1.ª Edição, exibido ao meio-dia e ancorado por Cristina Barude, foi ao ar pela primeira vez no dia seguinte, substituindo o Bahia Agora.
Em 1993, o BATV 1.ª Edição, então apresentado por Kátia Guzzo e Cristina Barude, foi substituído pelo Bahia Agora 2.ª Edição, também apresentado por ambas. Em julho de 1995, com a reformulação do Bahia Agora, a edição vespertina do BATV retornou à programação.
Em 1996, o BATV 2.ª Edição deixou de ser apresentado por Emmerson José, que saiu da TV Bahia para disputar o cargo de vereador de Salvador nas eleições daquele ano. Kátia Guzzo passou a ancorar a edição noturna do telejornal, e Regina Coeli foi transferida do Jornal da Manhã para o BATV 1.ª Edição. No início de 1997, Regina Coeli transferiu-se para o jornal A Tarde, e o BATV 1.ª Edição passou a ser apresentado por Casemiro Neto e Cristina Barude.
A partir de 25 de agosto de 1997, o telejornal passou a ter somente uma edição noturna, após o BATV 1.ª Edição ser substituído junto ao Bahia Agora pelo Bahia Meio Dia.
Em 5 de maio de 2008, após 21 anos, o telejornal estreia apresentação em dupla. Kátia Guzzo, que ancorava sozinha o BATV há 12 anos, passa a ser acompanhada pelo jornalista Jefferson Beltrão, transferido da TV Itapoan.
Em 12 de março de 2019, a jornalista Luana Assiz passa a apresentar a previsão do tempo do BATV, substituindo Acácia Lyria, demitida um mês antes. Em 6 de maio de 2019, as edições do telejornal produzidas pela TV Oeste e pela TV São Francisco deixaram de ser exibidas, devido a cortes de gastos que interromperam o telejornalismo local em ambas as emissoras. Em 8 de maio do mesmo ano, o último bloco da edição estadual do BATV passou a ser exibido pelas demais emissoras da Rede Bahia.
Em 3 de junho de 2024, cinco anos após o retorno do bloco estadual, a TV Sudoeste voltou a produzir integralmente o BATV em Vitória da Conquista. O telejornal passou a ser oficialmente apresentado por Nayla Gusmão, após meses em esquema de rodízio. Em 3 de fevereiro de 2025, a edição da TV Subaé, apresentada por Bruna Evangelho, foi expandida e passou a ser integralmente produzida em Feira de Santana.

## Apresentadores

### Salvador
1.ª edição (1987-1993; 1995-1997)
- Cristina Barude (1987-1991; 1995-1996; 1997)[14]
- Kátia Guzzo (1991-1993; 1995-1996;)[8]
- Regina Coeli (1996-1997)[12]
- Casemiro Neto (1997)[14]

2.ª edição/edição única (1987-atual)
- Paulo Gil (1987-1988)[5]
- Paulo Alves (1988)[22]
- Emmerson José (1988-1996)[11]
- Kátia Guzzo (1996-2015)[23]
- Jefferson Beltrão (2008-2015)[24]
- Camila Marinho (2015-2018)[25]
- Fernando Sodake (2018-presente)

3.ª edição (1987-1988)
- Paulo Brandão[22]

Apresentadores eventuais
- Giácomo Mancini (2005-2011)[26]
- Patrícia Nobre (2003-2011)[26]
- Ricardo Ishmael (2011-presente)
- Thaic Carvalho (2015-2023)
- Camila Marinho (2011-2015; 2019-presente)
- Camila Oliveira (2019-presente)
- Jessica Senra (2019-2024)
- Mariana Aragão (2020)[27]
- Vanderson Nascimento (2022-presente)
- Lisboa Júnior (2023-presente)[28]
- Mauro Anchieta (2024-presente)
- Filipe Costa (2025-presente)

### Feira de Santana
- Bruna Evangelho[29]

Apresentadores eventuais
- Adilson Muritiba
- Madalena Braga

### Itabuna
- Roger Sarmento[30]

Apresentadores eventuais
- Aracelly Romão
- Isabella Freitas
- Thainan Nicácio

### Vitória da Conquista
- Nayla Gusmão[31]

Apresentadores eventuais
- Edson Nunes
- Judson Almeida
- Luan Ferreira
- Martha Andrade